# Повіти Польщі
По́віт (пол. powiat [ˈpɔvʲjat], біл. паве́т.) — середня адміністративно-територіальна одиниця в Республіці Польща. Ієрархічно стоїть нижче польського воєводства або російської губернії і вище ніж українська-російська волость, або польська ґміна.

## Історія
Раніше повіт — адміністративно-територіальна одиниця в Великому Князівстві Литовському, Польському королівстві, Речі Посполитій.
Етимологічно термін «повіт» споріднений зі словом «віче» і дослівно означає район, в якому чоловіче населення здатне зібратись на єдине віче для вирішення місцевих питань.
Уперше трапляється в джерелах кінця XIV століття, написаних діловою «руською» мовою Великого князівства Литовського. На території Галицької Русі, західної Волині та західного Поділля в складі Польського королівства до 30-х років XV століття повіти являли собою округи, якими управляли воєводи, які призначалися з місцевого населення і підпорядковувалися старостам. З утворенням Руського, Белзького і Подільського воєводств ці землі також були поділені на повіти. Управляв повітом гродський староста, що відав адміністративними, судовими, а іноді й військовими справами. З поширенням на українські землі польського права у кожному повіті діяв гродський суд (очолював староста) та виборний земський суд, які обслуговували головним чином шляхту (передусім землевласницьку). До середини XVI століття деякі з повітів складалися з свого роду підповітів на чолі з старостами нижчого рангу. У Волинській, Східноподільській і Київській землях до 1566 року повіти були старостинськими округами, а в створених цього ж року Волинському і Брацлавському воєводствах, а також у Київському воєводстві (існувало з 1471 року) — судово-адміністративними округами.

## Сучасна Польща

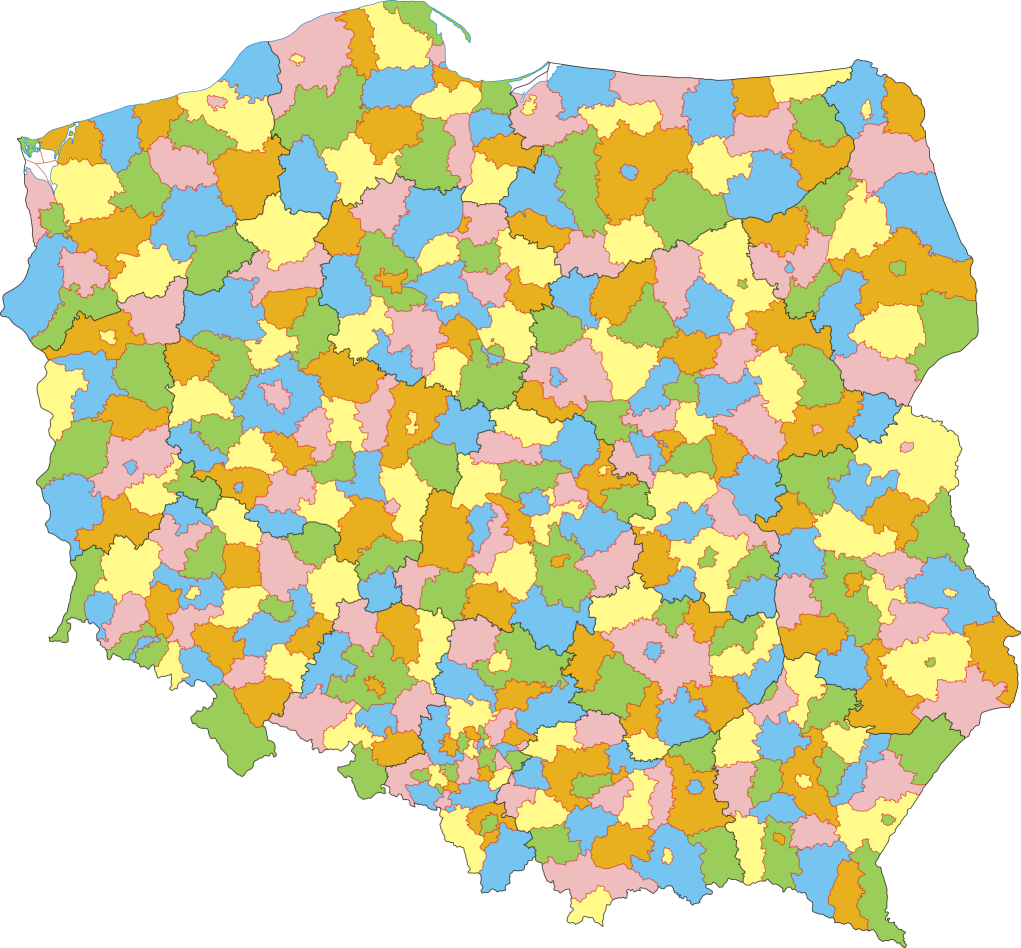
Мапа польських повітів

З 1 січня 1999 року Польща ділиться на 308 сільських повітів і 65 міських (міста на правах повіту). Містом на правах повіту є місто, в якому проживають понад 100 тис. жителів, а також місто, яке з 31 грудня 1998 року перестало бути центром воєводства. Повіт повинен охоплювати по можливості однорідну за поселенською і просторовою структурою і за суспільними економічними зв'язками територію.
У Польщі до сфери обов'язків керівництва по́вітів включені всі локальні питання, що виходять за межі ґміни, зокрема, охорона громадського порядку і загальна безпека, протипожежна безпека і захист від повеней, запобігання стихійним лихам і усунення їх наслідків, утримання загальних лікарень, боротьба з безробіттям, будівництво і утримання міжґмінних доріг .
Повітам можуть делегуватись права воєводств в тих питаннях, які можуть вирішуватись на місці.
Ґміна і повіт вирішують усі адміністративні питання їхніх жителів. Отже громадяни позбавляються від потреби їздити до воєводського центру для вирішення адміністративних проблем.
Повіт має окремий бюджет, його доходи не залежать від доходів ґмін. Повіт не здійснює нагляд за діяльністю ґмін, не може відбирати їхні права і втручатися у їхнє фінансове управління. Фінансово автономний повіт може проводити власну бюджетну політику.
Рада повіту обирається на місцевих виборах.
Розмір повіту обирається виходячи з того, щоб уся діяльність його адміністрації могла перебувати під безпосереднім контролем виборців. Начальником ради управління є староста.